# Ljudmila Šišova
Ljudmila Nikolaevna Šišova (in russo Людмила Николаевна Шишова?; Nižnij Novgorod, 1º giugno 1940 – Nižnij Novgorod, 21 febbraio 2004) è stata una schermitrice sovietica, dal 1992 russa, vincitrice di una medaglia d'oro ed una d'argento nella scherma ai giochi olimpici.